# Даф, Мохамед
Моха́мед Хабиб Даф (фр. Mohamed Habib Daf; 13 марта 1994, Сенегал) — сенегальский футболист, полузащитник турецкого клуба «Алтай».

## Клубная карьера
Мохамед занимался футболом в сенегальском клубе CNEPS Excellence из Тиеса и в молодёжной академии «Андерлехта».
Летом 2013 года присоединился к «Шарлеруа», в составе которого дебютировал 26 июля 2013 года в игре против «Брюгге». В матче 3 тура с «Монсом», выйдя на замену в перерыве игры, Даф забил свой первый гол в Лиге Жюпиле, ставший победным для его команды.